# Propsychopsis helmi
Propsychopsis helmi là một loài côn trùng trong họ Psychopsidae thuộc bộ Neuroptera. Loài này được Krüger miêu tả năm 1923.